# Jérémy Guarnoni
Jérémy Guarnoni Goma (Tolosa, 28 febbraio 1993) è un pilota motociclistico francese vincitore del campionato europeo Superstock 600 nel 2010.

## Carriera

### Europeo Stock 600
Esordisce nel campionato europeo Superstock 600 nel 2008, in sella ad una Yamaha YZF-R6 del team ASPI, chiude la stagione al diciannovesimo posto con 20 punti ottenuti. Il 2009 lo vede di nuovo al via nella Superstock 600, con una Yamaha del team Morillas, chiude la stagione al sesto posto con 104 punti, si piazza tre volte al terzo posto in stagione andando a ottenere i primi podi di categoria. Nel 2010 diventa campione europeo della Superstock 600 in sella ad una Yamaha del team MRS Racing, vincendo cinque gare e salendo sul podio in otto occasioni su dieci per un totale di 187 punti.

### Superstock 1000 FIM Cup
Vinto il titolo nella Superstock 600, per la stagione 2011 si trasferisce nella Superstock 1000 FIM Cup dove guida l'unica Yamaha YZF-R1 messa in pista dal team MRS Racing. Chiude la stagione al diciassettesimo posto con 16 punti. Nel 2012 rimane nella Superstock 1000, alla guida di una Kawasaki ZX-10R, prima col Team Pedercini con compagno di squadra Bryan Staring, per poi tornare, dalla quarta gara dell'anno, sul circuito di Misano Adriatico al team MRS Racing, sempre su Kawasaki, al fianco del connazionale Loris Baz. In questa stagione chiude al terzo posto con 123 punti, ottenendo inoltre la prima vittoria in questa categoria nella gara finale a Magny-Cours, più altri quattro podi stagionali. Nel 2013 Guarnoni è tra i piloti titolari nella Superstock 1000 FIM Cup, con lo stesso team e la stessa moto con cui aveva terminato la stagione precedente. In questa annata i compagni di squadra sono Christophe Ponsson e Romain Lanusse. Chiude la stagione al terzo posto con 153 punti, 5 podi totali di cui due vittorie ottenute a Magny-Cours e Jerez.

### La parentesi in Superbike
Nel 2014 passa al campionato mondiale Superbike in sella ad una Kawasaki ZX-10R del team MRS Kawasaki in configurazione EVO. Chiude la stagione quattordicesimo in classifica generale con 45 punti, ma terzo tra le moto EVO. 

### Ritorno in Stock 1000 e CIV
Nel 2015 torna nella Superstock 1000 FIM Cup, in sella ad una Yamaha YZF-R1 del Team Trasimeno, con Remo Castellarin come compagno di squadra. Termina la stagione al quarto posto con 91 punti, andando a vincere la gara finale della stagione a Magny-Cours. Con lo stesso team e la stessa motocicletta, partecipa anche all'edizione 2015 del campionato Italiano Superbike ottenendo un podio ed il sesto posto in classifica piloti.  Nel 2016 rimane nella Superstock 1000, tornando a guidare la Kawasaki ZX-10R del team Pedercini, i compagni di squadra per questa stagione sono Christophe Ponsson, Alessandro Andreozzi e Roberto Mercandelli. In questa stagione ottiene un podio, giungendo secondo nel Gran Premio dei Paesi Bassi ad Assen, chiude la stagione all'ottavo posto con 57 punti all'attivo.
Nel 2017 inizia la terza stagione consecutiva come pilota titolare nel Campionato europeo Superstock 1000, con lo stesso team e la stessa moto della stagione precedente. In occasione del Gran Premio di Francia a Magny-Cours torna a vincere una gara in questa categoria. Chiude la stagione al quinto posto con novantadue punti ottenuti. In questa stagione inoltre, partecipa alla gara finale del Campionato mondiale Superbike in Qatar, in sella alla Kawasaki ZX-10R del Team Pedercini. Ottiene cinque punti ed il trentunesimo posto in classifica piloti.

### Mondiale Endurance
Nel 2018 partecipa al Campionato mondiale Endurance e al campionato nazionale francese, vincendo quest'ultimo. In occasione del Gran Premio di Francia è chiamato a sostituire il colombiano Yonny Hernández in sella alla Kawasaki ZX-10R del Team Pedercini nel mondiale Superbike. Nel 2023 gareggia nel mondiale Endurance con il team ufficiale BMW in equipaggio con Illia Mikhalchik e Markus Reiterberger. Prosegue nelle gare di durata anche nel 2024, ingaggiato dal team KM99.

## Risultati in gara nel mondiale Superbike
| 2014 | Moto     |    |    |    |     |    |     |    |    |    |    |    |    |    |     |    |    |    |    |    |    |    |     |    |     |  |  |  |  | Punti | Pos. |
| ---- | -------- | -- | -- | -- | --- | -- | --- | -- | -- | -- | -- | -- | -- | -- | --- | -- | -- | -- | -- | -- | -- | -- | --- | -- | --- |  |  |  |  | ----- | ---- |
| 2014 | Kawasaki | 14 | 16 | 14 | Rit | 15 | Rit | 14 | 16 | 13 | 14 | 11 | 14 | 16 | Rit | 12 | 13 | 14 | 11 | 11 | 13 | 12 | Rit | 16 | Rit |  |  |  |  | 45    | 14º  |

| 2017 | Moto     |  |  |  |  |  |  |  |  |  |  |  |  |  |  |  |  |  |  |  |  |  |  |  |  |    |    |  |  | Punti | Pos. |
| ---- | -------- |  |  |  |  |  |  |  |  |  |  |  |  |  |  |  |  |  |  |  |  |  |  |  |  | -- | -- |  |  | ----- | ---- |
| 2017 | Kawasaki |  |  |  |  |  |  |  |  |  |  |  |  |  |  |  |  |  |  |  |  |  |  |  |  | 11 | 16 |  |  | 5     | 31º  |

| 2018 | Moto     |  |  |  |  |  |  |  |  |  |  |  |  |  |  |  |  |  |  |  |  |    |    |  |  |  |  |  |  | Punti | Pos. |
| ---- | -------- |  |  |  |  |  |  |  |  |  |  |  |  |  |  |  |  |  |  |  |  | -- | -- |  |  |  |  |  |  | ----- | ---- |
| 2018 | Kawasaki |  |  |  |  |  |  |  |  |  |  |  |  |  |  |  |  |  |  |  |  | 17 | 19 |  |  |  |  |  |  | 0     |      |

| Legenda | 1º posto        | 2º posto            | 3º posto           | A punti      | Senza punti        | Grassetto – Pole position Corsivo – Giro più veloce |
| Legenda | Gara non valida | Non qual./Non part. | Ritirato/Non class | Squalificato | '-' Dato non disp. | Grassetto – Pole position Corsivo – Giro più veloce |